# Maison de Wurtemberg
La maison de Wurtemberg (en allemand : Haus Württemberg) est une famille royale européenne et une dynastie allemande ayant régné sur le Wurtemberg.
D’après les dernières recherches, cette maison (qui a donné son nom au royaume de Wurtemberg) puise ses origines dans l’entourage de la maison impériale salienne.

## Histoire
Aux alentours de 1080, elle s'établit, en la personne de Conrad de Wurtemberg, issu du mariage de l'héritière de la maison des Beutelsbach, dans la région de Stuttgart. Conrad y construit le château de Wirtemberg. Les Wurtemberg obtiennent peut-être le titre de comte en 1143. Leur domaine, qui ne comportait primitivement que les environs immédiats du château, s'accroît constamment, surtout grâce à des achats auprès de maisons appauvries, comme celles de Tübingen.
La filiation ininterrompue de la famille débute avec le comte Ulrich Ierde Wurtemberg (1226-1265), seigneur de Stuttgart, Lemberg, Constadt, Waiblingen et du comté d'Urach en 1260. Ses descendants étendent leurs possessions au comté de Calw en 1308 et à la terre seigneuriale des anciens ducs de Teck en 1325.
À l'occasion du Reichstag de Worms, le comte Eberhard V fut gratifié par l'empereur Maximilien Ier du Saint-Empire du titre de duc (1495). De 1534 à 1537 le duc Ulrich VI introduisit la Réforme et fit de son duché un territoire protestant important, où il était le chef de l'Église protestante.
Lorsque la branche aînée masculine de confession protestante s'éteignit au XVIIIe siècle, une autre lignée lui succéda avec un souverain catholique, le duc Charles-Alexandre. Ces ducs catholiques durent donc céder la direction de l'Église à un conseil ecclésiastique recruté dans les familles les plus importantes du Wurtemberg. Ce n'est qu'en 1797 qu'un prince protestant revint au pouvoir, avec le duc Frédéric III.
En mai 1803 les réformes politiques de Bonaparte firent de Frédéric III un prince-électeur et il reçut des seigneuries sécularisées et médiatisées qui lui permirent d'agrandir considérablement sa principauté. Le 1er janvier 1806, le prince-électeur Frédéric fut couronné roi et put agrandir encore davantage son royaume par de nouveaux territoires.
Le roi Guillaume Ier édicta en 1828 une nouvelle règle de succession fixant les droits et les devoirs de la famille du souverain ; la primogéniture masculine exclusive était établie avec l'exigence de mariages avec des familles égales en dignité.
Quand la monarchie fut supprimée en Allemagne à la fin de la Première Guerre mondiale, le roi Guillaume II fut le dernier souverain allemand à abdiquer, en novembre 1918. Après sa mort en octobre 1921 sa fortune et les prétentions – toutes théoriques – au trône revinrent à une autre lignée devenue catholique au XIXe siècle. Dès 1919, l'ancien roi avait remis à l'héritier du trône présomptif, le duc Albert, le château d'Altshausen près de Ravensburg pour qu'il y habitât.
C'est là que jusqu'à sa mort en juin 2022 réside le prétendant au trône, le duc Charles de Wurtemberg, issu de la cinquième branche.

## Les branches de la maison de Wurtemberg
Les cinq branches de la maison de Wurtemberg descendent toutes de Frédéric-Eugène de Wurtemberg (1732-1797) et de son épouse Frédérique-Dorothée de Brandebourg-Schwedt (1736-1798) lesquels se marient en 1753 :
- La première branche dite branche aînée descend de Frédéric Ier (1754-1816), devenu roi en 1805. Cette branche, qui donne les quatre souverains qu'a connus le Wurtemberg, s'éteint en la personne du roi déposé Guillaume II de Wurtemberg, mort en 1921.

- La seconde branche dite de Teck descend du duc Louis-Frédéric de Wurtemberg (1756-1819). Cette branche s'éteint avec Georges de Teck en 1981.

- La troisième branche descend du duc Eugène Frédéric de Wurtemberg (1758-1822). Cette branche s'éteint avec Nicolas de Wurtemberg en 1903.

- La quatrième branche dite d'Urach, descend de Guillaume-Frédéric-Philippe de Wurtemberg (1761-1830). Cette branche, non dynaste, existe toujours en 2022. Elle est actuellement représentée par Charles Anselme d'Urach, né en 1955.

- La cinquième branche descend d'Alexandre de Wurtemberg (1771-1833) (1771-1833). Les prétendants actuels au trône de Wurtemberg appartiennent à cette branche.

Par les femmes, les Wurtemberg sont apparentés à de nombreuses familles souveraines, impériales, royales, ducales ou princières, comme les Habsbourg, les Bourbons, les Romanov, les Liechtenstein, les Orléans, les Windsor, les Galitzine, etc.

## Souverains du Wurtemberg et comtes de Montbéliard
Les comtes puis ducs de Wurtemberg furent également (avec quelques interruptions) comtes de Montbéliard, de 1407 au rattachement de cette principauté à la France en 1793.

## Chefs de la maison de Wurtemberg depuis 1918
- Guillaume II de Wurtemberg, 1918-1921.
- Albert de Wurtemberg, 1921-1939. Il appartient à la cinquième branche (dite lignée ducale) de la maison de Wurtemberg. À l'extinction de la branche aînée en 1921, à la mort de Guillaume II de Wurtemberg, la lignée ducale devint la nouvelle branche dynaste de la maison de Wurtemberg.
- Philippe Albert de Wurtemberg, 1939-1975, son fils.
- Charles de Wurtemberg, 1975-2022, son fils.
- Wilhelm de Wurtemberg, depuis 2022, son petit-fils.